# Парламентські вибори у Вануату 1998
Парламентські вибори у Вануату відбулись 6 березня 1998 року. Прем'єр-міністром в результаті створення парламентської коаліції залишився представник партії Вануаку Дональд Калпокас.
Результати виборів до парламенту Вануату 6 березня 1998
| Партії та блоки                                        | Голоси | %    | Місця |
| ------------------------------------------------------ | ------ | ---- | ----- |
| Партія Вануаку                                         | 14 467 | 21.0 | 18    |
| Союз поміркованих партій                               | 13 833 | 20.1 | 12    |
| Національна об'єднана партія                           | 10,962 | 15.9 | 11    |
| Меланезійська прогресивна партія                       | 9 627  | 13.9 | 6     |
| Республіканська партія Вануату                         | 5 441  | 7.9  | 1     |
| Безпартійні                                            | 14 632 | 21.4 | 4     |
| Разом                                                  |        |      | 52    |
| Джерело: [Архівовано 9 жовтня 2012 у Wayback Machine.] |        |      |       |